# Montpon-Ménestérol
Montpon-Ménestérol è un comune francese di 5 627 abitanti situato nel dipartimento della Dordogna nella regione della Nuova Aquitania. Il centro abitato è attraversato a sud dal 45º Parallelo, la linea equidistante fra il Polo Nord e l'Equatore. 

## Società

### Evoluzione demografica
Abitanti censiti